# Musée de Katwijk
Le musée de Katwijk est situé dans le centre de l'ancien village de pêcheurs de Katwijk aux Pays-Bas. Le musée possède une collection de tableaux de peintres néerlandais et étrangers qui ont résidé dans la région.

## Collection

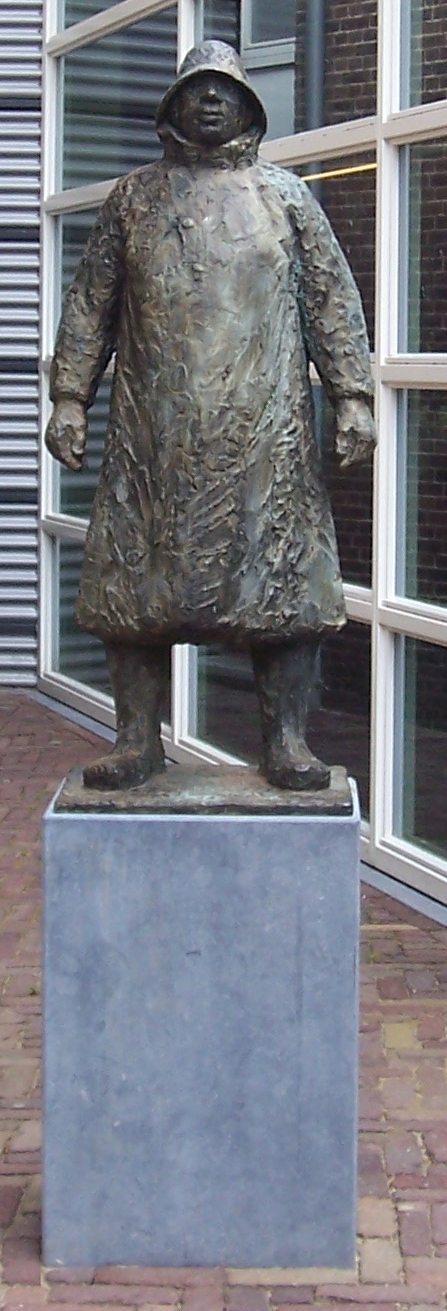
Le Hardi Pêcheur de Gérard Brouwer, à l'entrée du musée

La collection permanente comporte des tableaux de Thamine Tadama-Groeneveld qui a résidé à Katwijk aan Zee, de Hendrik Willebrord Jansen et d'Edgard Farasyn. Le musée organise également des expositions temporaires, notamment, en 2010, une exposition consacrée à l'église locale Oude Kerk, avec des tableaux de l'artiste Natalia Dik.

## Le bâtiment
Le musée est installé à l'origine dans une maison d'armateur construite en 1912, par l'architecte Hendrik Jesse (nl) (1860-1943). En 2009, des réaménagements sont faits, et un espace muséographique agrandit la maison.

## Salle Tjerk Bottema
Au premier étage, la salle Bottema doit son nom à l'artiste Tjerk Bottema, prix de Rome en 1907, dont le legs, en 1983, a permis l'ouverture et l'installation du musée dans cette ancienne maison d'armateur. Dans cette salle sont présentées ses peintures, ainsi que celles de son frère Tjeerd Bottema, de son épouse Cornelia van Amstel, et de leurs filles.

## Galerie

Musée de Katwijk
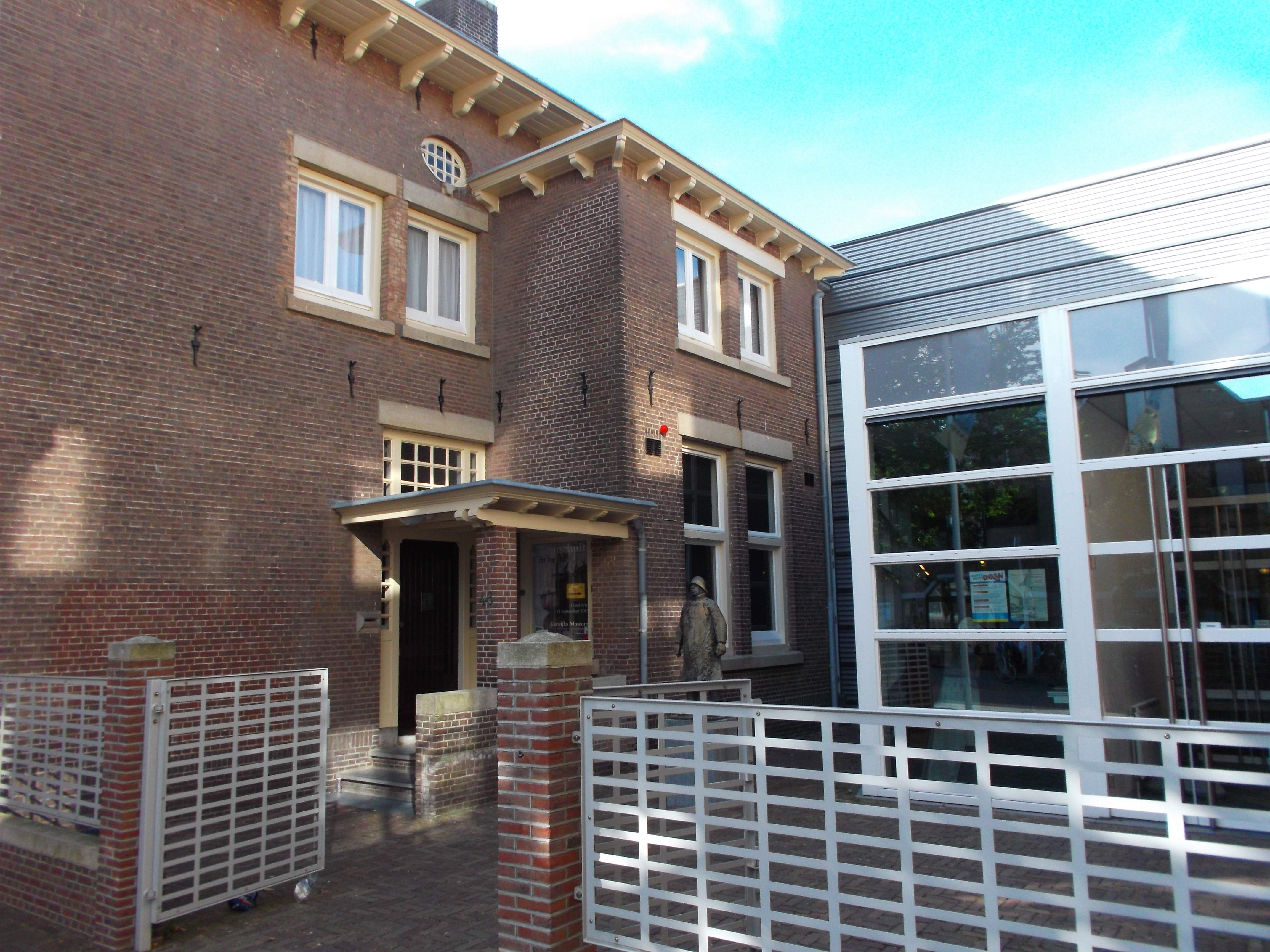
L'entrée du musée
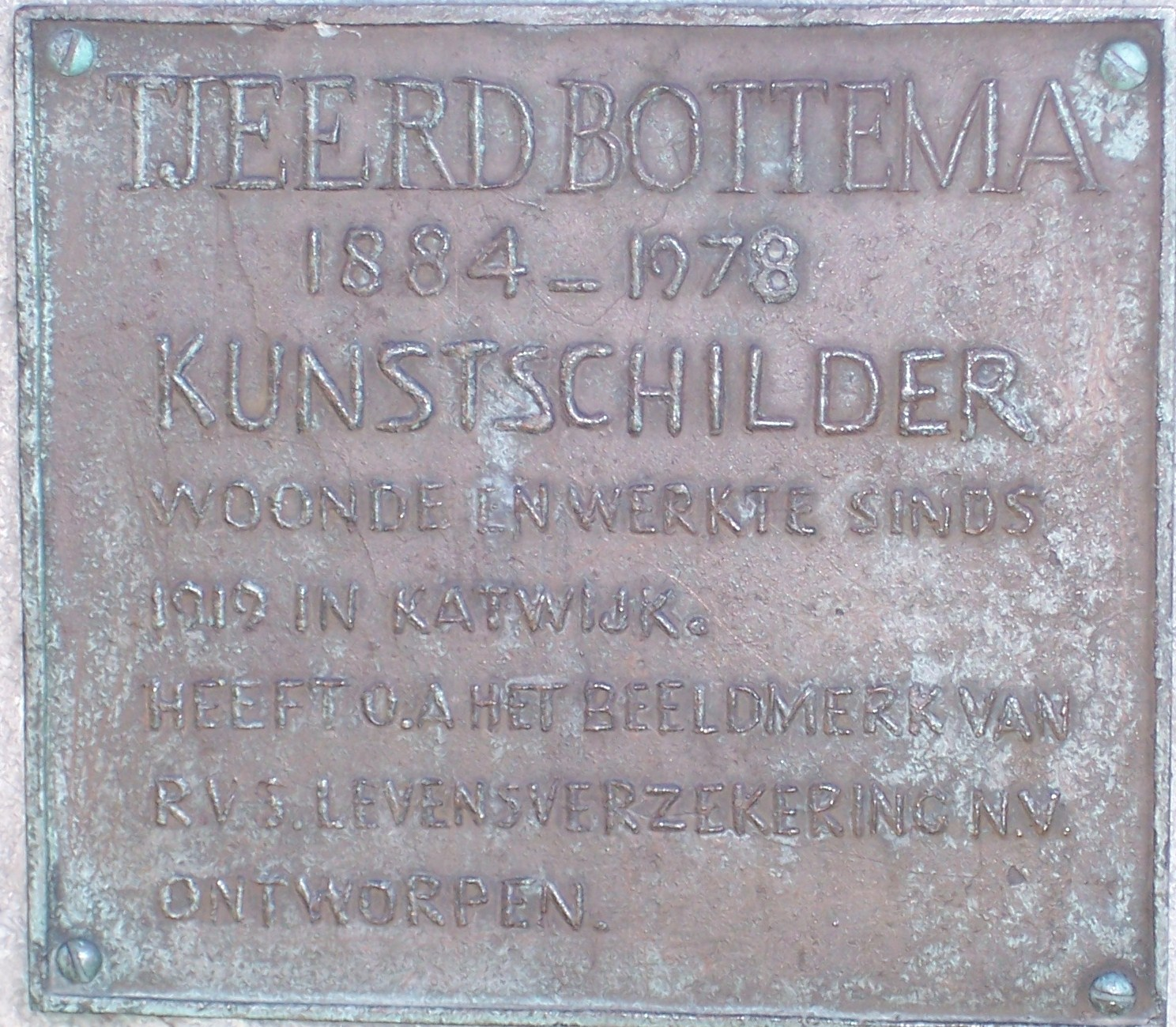
Plaque en l'honneur de Tjeerd Bottema
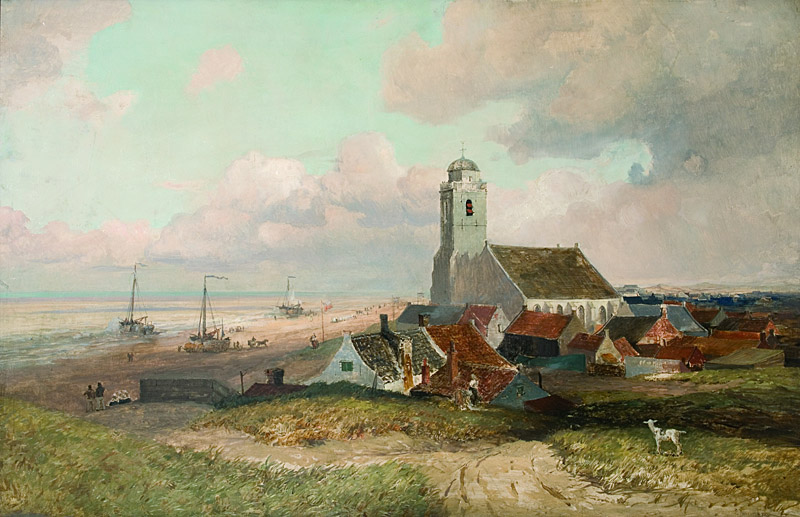
Peinture d'Emil Neumann
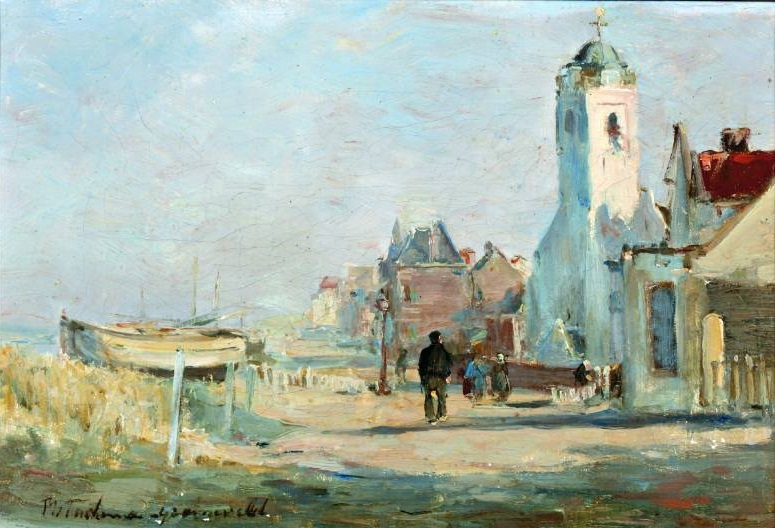
Le village et l'Oude Kerk vers 1900